# Maria Enrichetta de La Tour d'Auvergne
Maria Henriette de La Tour d'Auvergne, nome completo Maria Anna Henriette Leopoldine (Francia, 24 ottobre 1708 – Hilpoltstein, 28 luglio 1728), fu una nobildonna nata all'interno del Casato di La Tour d'Auvergne. Fu Margravina di Bergen op Zoom per proprio diritto dal 1710 alla morte di suo padre. Fu la madre di Carlo Teodoro, Elettore di Baviera.

## Biografia
Nata in Francia, era la figlia di François Egon de La Tour d'Auvergne e di sua moglie Maria Anne de Ligne, figlia di Philippe Charles de Ligne d'Arenberg, Duca di Arenberg. In qualità di membro del Casato di La Tour d'Auvergne, aveva diritto allo titolo di Sua Altezza poiché era una discendente in linea maschile della famiglia.
Fu l'unico figlio dei suoi genitori.
Attraverso suo padre, era cugina di Anne Marie Louise de La Tour d'Auvergne, princesse de Soubise, moglie del Maréchal de Soubise; del Duca di Bouillon. Sua cognata fu Anna Cristina Luisa di Baviera, Principessa di Piemonte e moglie di Carlo Emanuele, Principe di Piemonte.
Il 15 febbraio 1722 sposò il Conte Palatino Giovanni Cristiano di Sulzbach, figlio di Teodoro Eustachio, Conte Palatino di Sulzbach e di sua moglie Maria Eleonora d'Assia-Rotenburg. La coppia ebbe due figli un maschio nel 1724 ed una femmina nel 1728. Morì ad Hilpoltstein all'età di 19 anni un mese dopo la morte di sua figlia. Il suo cuore è conservato in una teca argentata presso la Gnadenkapelle di Altötting.
Nel 1731, quattro anni dopo la sua morte, suo marito sposò Eleonora d'Assia-Rotenburg una figlia di Ernesto Leopoldo, Langravio d'Assia-Rotenburg ed Eleonora di Löwenstein-Wertheim-Rochefort. La coppia non ebbe figli.
Ha discendenza solo attraverso la prole illegittima di suo figlio incluso i Conti polacchi Raczynski.

## Figli
- Conte Palatino Carlo Filippo Teodoro di Sulzbach; sposò la Contessa Elisabetta Augusta di Sulzbach,[1] senza figli; si sposò nuovamente con l'Arciduchessa Maria Leopoldina d'Austria-Este, senza figli.
- Maria Anna Luisa Enrichetta di Sulzbach, Contessa Palatina,[1] (20 maggio 1728 – 25 giugno 1728)  morì nell'infanzia

## Ascendenza
|                                                                    |                                 |                                                        | Genitori                                                     |  |  | Nonni |  |  | Bisnonni                                                 |  |  | Trisnonni                                     |  |
|                                                                    |                                 |                                                        |                                                              |  |  |       |  |  | Frédéric Maurice de La Tour d'Auvergne, duca di Bouillon |  |  | Henri de La Tour d'Auvergne, duca di Bouillon |  |
|                                                                    |                                 |                                                        |                                                              |  |  |       |  |  | Frédéric Maurice de La Tour d'Auvergne, duca di Bouillon |  |  | Henri de La Tour d'Auvergne, duca di Bouillon |  |
|                                                                    |                                 | Elisabeth Flandrika van Nassau                         |                                                              |  |  |       |  |  | Frédéric Maurice de La Tour d'Auvergne, duca di Bouillon |  |  |                                               |  |
| Frédéric-Maurice de La Tour d'Auvergne, marchese di Bergen-op-Zoom |                                 |                                                        |                                                              |  |  |       |  |  | Frédéric Maurice de La Tour d'Auvergne, duca di Bouillon |  |  |                                               |  |
|                                                                    |                                 | Eleonora van den Bergh                                 | Frederik van den Bergh                                       |  |  |       |  |  |                                                          |  |  |                                               |  |
|                                                                    |                                 | Eleonora van den Bergh                                 | Frederik van den Bergh                                       |  |  |       |  |  |                                                          |  |  |                                               |  |
|                                                                    |                                 | Eleonora van den Bergh                                 | Françoise de Ravenel                                         |  |  |       |  |  |                                                          |  |  |                                               |  |
| François Egon de La Tour d'Auvergne, marchese di Bergen-op-Zoom    |                                 | Eleonora van den Bergh                                 |                                                              |  |  |       |  |  |                                                          |  |  |                                               |  |
|                                                                    |                                 | Eitel Friedrich II, principe di Hohenzollern-Hechingen | Johann Georg, principe di Hohenzollern-Hechingen             |  |  |       |  |  |                                                          |  |  |                                               |  |
|                                                                    |                                 | Eitel Friedrich II, principe di Hohenzollern-Hechingen | Johann Georg, principe di Hohenzollern-Hechingen             |  |  |       |  |  |                                                          |  |  |                                               |  |
|                                                                    |                                 | Eitel Friedrich II, principe di Hohenzollern-Hechingen | Franziska von Salm-Neufville                                 |  |  |       |  |  |                                                          |  |  |                                               |  |
| Franziska von Hohenzollern-Hechingen                               |                                 | Eitel Friedrich II, principe di Hohenzollern-Hechingen |                                                              |  |  |       |  |  |                                                          |  |  |                                               |  |
|                                                                    |                                 | Maria Isabella van den Bergh                           | Hendrik, conte di Bergh                                      |  |  |       |  |  |                                                          |  |  |                                               |  |
|                                                                    |                                 | Maria Isabella van den Bergh                           | Hendrik, conte di Bergh                                      |  |  |       |  |  |                                                          |  |  |                                               |  |
|                                                                    |                                 | Maria Isabella van den Bergh                           | Margaretha van Wittem                                        |  |  |       |  |  |                                                          |  |  |                                               |  |
| Marie-Henriette de La Tour d'Auvergne, marchesa di Bergen-op-Zoom  |                                 | Maria Isabella van den Bergh                           |                                                              |  |  |       |  |  |                                                          |  |  |                                               |  |
|                                                                    | Charles-Eugène, duca d'Arenberg | Philippe-Charles, duca d'Arenberg                      |                                                              |  |  |       |  |  |                                                          |  |  |                                               |  |
|                                                                    | Charles-Eugène, duca d'Arenberg | Philippe-Charles, duca d'Arenberg                      |                                                              |  |  |       |  |  |                                                          |  |  |                                               |  |
|                                                                    | Charles-Eugène, duca d'Arenberg | Maria Cleopha von Hohenzollern-Sigmaringen             |                                                              |  |  |       |  |  |                                                          |  |  |                                               |  |
| Philippe Charles François, duca d'Arenberg                         | Charles-Eugène, duca d'Arenberg |                                                        |                                                              |  |  |       |  |  |                                                          |  |  |                                               |  |
|                                                                    |                                 | Marie Henriette de Cusance, marchesa di Varambon       | Claude-François de Cusance, barone di Belvoir e Saint-Julien |  |  |       |  |  |                                                          |  |  |                                               |  |
|                                                                    |                                 | Marie Henriette de Cusance, marchesa di Varambon       | Claude-François de Cusance, barone di Belvoir e Saint-Julien |  |  |       |  |  |                                                          |  |  |                                               |  |
|                                                                    |                                 | Marie Henriette de Cusance, marchesa di Varambon       | Ernestine van Witthem, contessa di Walhain                   |  |  |       |  |  |                                                          |  |  |                                               |  |
| Marie Anne d'Arenberg, principessa d'Aerschot                      |                                 | Marie Henriette de Cusance, marchesa di Varambon       |                                                              |  |  |       |  |  |                                                          |  |  |                                               |  |
|                                                                    |                                 | Ottone Enrico del Carretto, marchese di Savona e Grana | Francesco del Carretto, marchese di Savona e Grana           |  |  |       |  |  |                                                          |  |  |                                               |  |
|                                                                    |                                 | Ottone Enrico del Carretto, marchese di Savona e Grana | Francesco del Carretto, marchese di Savona e Grana           |  |  |       |  |  |                                                          |  |  |                                               |  |
|                                                                    |                                 | Ottone Enrico del Carretto, marchese di Savona e Grana | Margarethe Fugger                                            |  |  |       |  |  |                                                          |  |  |                                               |  |
| Maria Enrichetta del Carretto, marchesa di Savona e Grana          |                                 | Ottone Enrico del Carretto, marchese di Savona e Grana |                                                              |  |  |       |  |  |                                                          |  |  |                                               |  |
|                                                                    |                                 | Maria Theresia zu Herberstein                          | Hans Maximilian, conte di Herberstein                        |  |  |       |  |  |                                                          |  |  |                                               |  |
|                                                                    |                                 | Maria Theresia zu Herberstein                          | Hans Maximilian, conte di Herberstein                        |  |  |       |  |  |                                                          |  |  |                                               |  |
|                                                                    |                                 | Maria Theresia zu Herberstein                          | Eleonora Catharina Breunner                                  |  |  |       |  |  |                                                          |  |  |                                               |  |
|                                                                    |                                 | Maria Theresia zu Herberstein                          |                                                              |  |  |       |  |  |                                                          |  |  |                                               |  |

## Titoli, appellativi, onorificenze e stemma

### Titoli ed appellativi
- 24 ottobre 1708 – 26 luglio 1710: Sua Altezza, Maria Henriette de La Tour d'Auvergne
- 26 luglio 1710 - 15 febbraio 1722: Sua Altezza, La Margravina di Bergen op Zoom
- 15 febbraio 1722 – 28 luglio 1728: Sua Altezza Serenissima, la Principessa Ereditaria di Sulzbach